# Рух тенентистів
Рух тенентистів (порт. movimento tenentista, revoltas tenentistas; від порт. tenentes МФА: [teˈnẽtʃis] — «лейтенанти») — військово-політичний рух молодих офіцерів бразильської армії, що розгорнувся у 1920-их роках.

## Причини руху
У 1920-х боротьба проти місцевої олігархії в Бразилії набула форми збройних виступів. За формального функціонування конституційного режиму широкі маси населення країни все ще не допускались до участі в політичному житті. В країні все сильніше відчувалось невдоволення засиллям олігархії штатів Сан-Паулу та Мінас-Жерайс, яке перешкоджало розвитку промисловості й інших сировинних галузей, стимульованих у Бразилії під час Першої світової війни.
Однак ліберальна опозиція не наважувалась на відкриту боротьбу з чинним режимом, а робітничий рух у той період переживав спад. Селянські виступи проходили стихійно, у формі розрізнених бунтів. За таких умов ініціативу взяли на себе представники нижчого й середнього офіцерства — тенентисти, які встали на шлях відкритої збройної боротьби з урядом.

## Цілі повстанців
Щодо патріотичного й антиолігархічного характеру свого руху вони заявили в «Революційному маніфесті» 1924 року, в якому йшлося: «Наша революція — не ізольований епізод. Вона має патріотичний характер… Ми боремось за демократію, за ідеали народу проти нинішньої олігархічної диктатури й закликаємо народ підтримати нас».

## Збройна боротьба

### Перший заколот тенентистів
Повстання в Копакабані стало першим крупним виступом тенентистів. Воно почалось 5 липня 1922 року в гарнізоні столичного форту Копакабана. Офіцери повстали з метою усунення від влади чинного президента Епітасіу Пессоа й не допустити обрання його наступника, Артура Бернардіса. Незважаючи на те, що заколот було жорстоко придушено, тенентисти продовжували свою боротьбу, створюючи мережу таємних організацій в армії.

### Повстання в Сан-Паулу
Рівно за два роки після першого бунту, 5 липня 1924 року, тенентисти підбурили повстання в гарнізоні Сан-Паулу та після кількох днів боїв захопили місто. Однак керівники повстання не наважились залучити до боротьби широкі маси населення та вирішили очікувати, що дозволило уряду стягнути великі сили, блокувати повстале місто й 27 липня повернути його під свій контроль. Повстанцям удалось прорвати кільце оточення й піти углиб країни.

### Колона Престеса

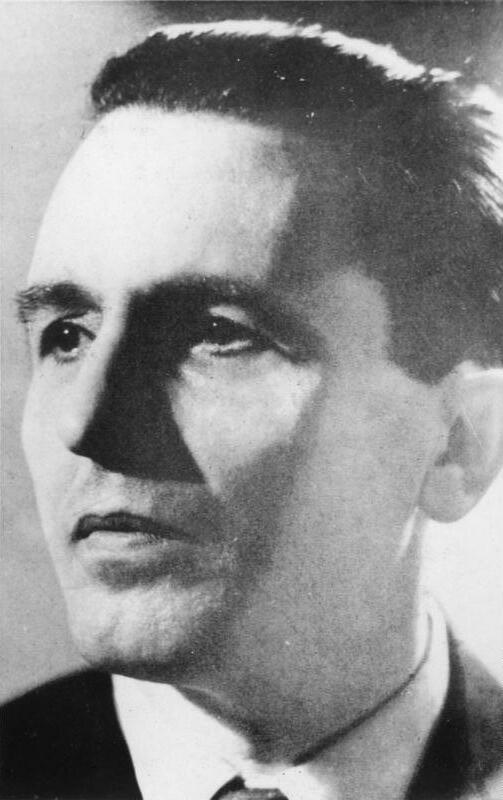
Луїс Карлос Престес

Проте вже у жовтні 1924 року повстання тенентистів спалахнуло у кількох гарнізонах на півдні Бразилії, в штаті Ріу-Гранді-ду-Сул. Колона повстанців на чолі з капітаном Луїсом Карлосом Престесом вирушила звідти на північ і в березні 1925 об'єдналась із повстанцями з Сан-Паулу.
Після цього збройний загін тенентистів, чисельність якого коливалась від 1300 до 4000 чоловік, почала свій похід країною. Уникаючи прямих сутичок з урядовими військами, колона Престеса займала невеликі міста й тримала уряд у постійному напруженні. За два з невеликим роки колона пройшла близько 25 тисяч км і завдала низки поразок урядовим частинам, за що отримала прізвисько «непереможної колони».
Керівники колони не усвідомлювали необхідності висування конкретних соціальних лозунгів для залучення до боротьби широких мас, тому ці рейди країною так і не призвели до широкого повстання. До того ж маневровий характер боротьби не дозволяв тенентистам установити стійкі тісні зв'язки з населенням. Зрештою, у лютому 1927 року колона залишила територію Бразилії та була інтернована в Болівії, так і залишившись непереможною.

## Подальша доля руху
У 1930 тенентисти взяли активну участь у подіях революції, яка привела до влади Жетуліу Варгаса. Праві тенентисти перейшли на буржуазно-реформістські позиції й уклали союз з Ліберальним альянсом, пізніше увійшовши до складу уряду Варгаса. Ліві ж тенентисти разом із комуністами відіграли важливу роль у створенні Національно-визвольного альянсу і 1935 року організували повстання проти режиму Варгаса.
У 1964 низка колишніх прибічників тенентистів взяла участь у державному перевороті, під час якого було скинуто уряд Жуана Гуларта і встановлено військову диктатуру.